# Каллум Вілсон
Каллум Вілсон (англ. Callum Wilson; нар. 27 лютого 1992, Ковентрі) — англійський футболіст, нападник клубу «Ньюкасл Юнайтед».

## Ігрова кар'єра
Вихованець футбольного клубу «Ковентрі Сіті» зі свого рідного міста. За дорослу команду дебютував 12 серпня 2009 року у матчі 1-го раунду Кубка Ліги проти «Гартлпул Юнайтед». «Ковентрі» поступився з рахунком 0:1 в додатковий час. 
У 2011 році на правах оренди грав за «Кеттерінг Таун у п'ятому за рівнем дивізіоні Англії, де провів 17 ігор і забив 1 гол. У 2012 році грав в оренді в «Тамворті», що також виступав у п'ятому дивізіоні. Провів 3 гри, забив 1 гол. 
З сезону 2012/13 грав за «Ковентрі Сіті» у Першій лізі (3-й за рівнем дивізіон), але основним гравцем став лише у наступному сезоні 2013/14, в якому провів у першій лізі 37 матчів і забив 21 гол, увійшовши в «Команду року Першої ліги» за версією ПФА. Крім того, Вілсон був визнаний найкращим гравцем сезону в «Ковентрі Сіті» за версією вболівальників клубу.
Влітку 2014 року перейшов в «Борнмут», який виступав у Чемпіошипі. У дебютному сезоні за клуб Каллум провів у чемпіонаті 45 матчів і забив 20 голів, допомігши команді вийти до Прем'єр-ліги. 22 серпня 2015 року у матчі 3-го туру чемпіонату Англії зробив перший в сезоні 2015/16 хет-трик у ворота «Вест Гем Юнайтед». «Борнмут» виграв з рахунком 4:3. Станом на 26 червня 2018 року відіграв за клуб з Борнмута 106 матчів в національному чемпіонаті.

## Досягнення

### Командні
Борнмут
- Переможець Чемпіоншипу (1): 2014/15

 Ньюкасл Юнайтед
- Володар Кубка Футбольної ліги (1): 2024-25

### Індивідуальні
- У складі «Команди року Першої ліги Англії» за версією ПФА (1): 2013/14[6]
- Найкращий гравець сезону в «Ковентрі Сіті» за версією вболівальників (1): 2013/14.
- Гравець місяця у Чемпіоншипі: жовтень 2014[7]